# Bestenliste deutscher Triathletinnen auf der Ironman-Distanz

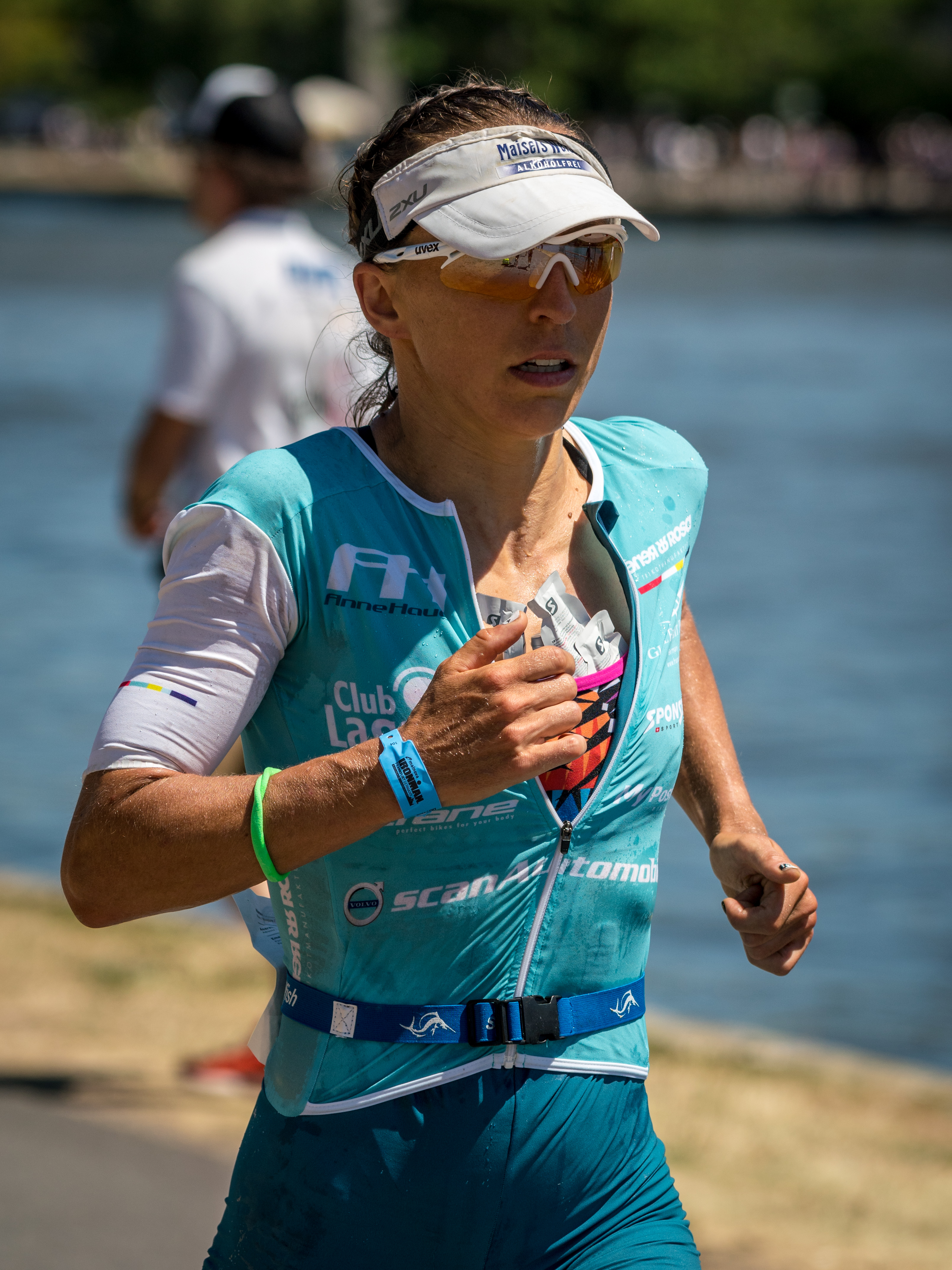
Anne Haug beim Ironman Germany, 2018

Die Bestenliste deutscher Triathletinnen auf der Ironman-Distanz umfasst alle Zeiten, die weltweit von deutschen Frauen bei einem Triathlon über die Langdistanz bzw. Ironman-Distanz (3,86 km Schwimmen, 180,2 km Radfahren und 42,2 km Laufen) erzielt wurden.(Stand: 8. Juli 2025)

## Kriterien für die Bestzeiten
Jede Athletin wird hier mit ihrer persönlichen Bestzeit angeführt. Berücksichtigt wurden Zeiten von Amateuren und Profis unter neun Stunden seit Oktober 1982. Ines Estedt war die erste Athletin, die dies 1995 in Jümme schaffte.
Eine offizielle Vermessung der Strecken, wie in der Leichtathletik mit dem Jones-Counter, erfolgt im Triathlon bis jetzt nicht. Die Rennen sind deshalb aufgrund einer nicht ganz genauen Länge nur begrenzt bzw. eingeschränkt vergleichbar. Auch die Zeiten bei ein und demselben Wettkampf, wie auch auf Hawaii, sind durch Streckenänderungen, Baustellen, Beschaffenheit oder Veränderung des Straßenbelags, Verlegungen und Veränderungen der Wechselzonen, nicht vergleichbar. Bei den hier aufgeführten Zeiten handelt es sich um Ergebnisse, die bei Wettkämpfen mit offiziellem Windschattenverbot erzielt worden sind. Die offiziellen Verbände ITU, ETU und DTU führen keine Rekorde oder Bestenlisten. Die inoffiziellen Altersklassenrekorde vom IM Hawaii findet man hier: Liste der Altersklassenrekorde beim Ironman Hawaii.
Wettkämpfe, bei denen witterungsbedingt nur ein Duathlon ausgetragen wurde, oder Teildistanzen stark verkürzt wurden, finden keine Berücksichtigung.
Die Ergebnisse der Männer befinden sich in der Liste Bestenliste deutscher Triathleten auf der Ironman-Distanz.

## Resultate
| Platz | Name               | Jahr | Zeit    | Veranstaltung                      | Bemerkung / Titel                                                                           | Quelle |
| ----- | ------------------ | ---- | ------- | ---------------------------------- | ------------------------------------------------------------------------------------------- | ------ |
| 1     | Anne Haug          | 2024 | 8:02:38 | Challenge Roth                     | WM Ironman Hawaii 2019, ETU EM 2021, DM 2021, Weltbestzeit                                  | [ 1 ]  |
| 2     | Laura Philipp      | 2025 | 8:03:13 | Ironman Hamburg                    | WM Ironman Nizza 2024, EM Ironman 2021/22/25, weltbestes Langdistanz-Debüt 2021, dabei Sieg | [ 3 ]  |
| 3     | Anne Reischmann    | 2024 | 8:26:07 | Challenge Roth                     |                                                                                             | [ 4 ]  |
| 4     | Daniela Bleymehl   | 2024 | 8:28:09 | Ironman Hamburg                    |                                                                                             | [ 5 ]  |
| 5     | Jana Uderstadt     | 2024 | 8:34:36 | Challenge Almere-Amsterdam         |                                                                                             | [ 6 ]  |
| 6     | Laura Jansen       | 2024 | 8:35:33 | Ironman Hamburg                    |                                                                                             | [ 5 ]  |
| 7     | Rebecca Robisch    | 2024 | 8:36:51 | Challenge Roth                     |                                                                                             | [ 4 ]  |
| 8     | Svenja Thoes       | 2022 | 8:37:22 | Ironman Italy                      |                                                                                             | [ 7 ]  |
| 9     | Laura Zimmermann   | 2024 | 8:40:43 | Challenge Roth                     |                                                                                             | [ 4 ]  |
| 10    | Henrike Güber      | 2024 | 8:42:39 | Ironman Kalmar                     |                                                                                             | [ 8 ]  |
| 11    | Leonie Konczalla   | 2025 | 8:42:39 | Ironman Hamburg                    |                                                                                             | [ 9 ]  |
| 12    | Julia Skala        | 2024 | 8:43:54 | Challenge Roth                     |                                                                                             | [ 4 ]  |
| 13    | Katharina Wolff    | 2024 | 8:44:13 | Ironman Hamburg                    | EM 2022                                                                                     | [ 5 ]  |
| 14    | Jenny Jendryschik  | 2025 | 8:45:01 | Ironman Hamburg                    |                                                                                             | [ 10 ] |
| 15    | Merle Brunnee      | 2025 | 8:45:45 | Challenge Roth                     |                                                                                             |        |
| 16    | Sandra Wallenhorst | 2008 | 8:47:26 | Ironman Austria                    | EM 2009/10; Wallenhorst führte die Liste von 2008 bis 2018 an                               | [ 11 ] |
| 17    | Johanna Ahrens     | 2024 | 8:48:07 | Ironman Barcelona                  |                                                                                             | [ 12 ] |
| 18    | Carolin Lehrieder  | 2019 | 8:48:23 | Ironman Italy                      |                                                                                             | [ 13 ] |
| 19    | Sonja Tajsich      | 2012 | 8:49:47 | Challenge Roth                     |                                                                                             | [ 14 ] |
| 20    | Diana Riesler      | 2017 | 8:51:02 | Challenge Regensburg               | EM 2013, DM 2011/17                                                                         | [ 15 ] |
| 21    | Julia Gajer        | 2013 | 8:51:04 | Challenge Roth                     | DM 2013/14/19 (geb. Julia Wagner)                                                           | [ 14 ] |
| 22    | Lisa Gerß          | 2025 | 8:52:48 | Ironman Les Sables d’Olonne-Vendée |                                                                                             | [ 16 ] |
| 23    | Leonie Kleine-Bley | 2024 | 8:53:58 | Challenge Almere-Amsterdam         |                                                                                             | [ 17 ] |
| 24    | Astrid Stienen     | 2016 | 8:54:27 | Ironman Barcelona                  |                                                                                             |        |
| 25    | Anja Ippach        | 2015 | 8:55:19 | Challenge Roth                     | DM 2015 (von 2012 bis 11. Januar 2019 als Anja Beranek gestartet)                           | [ 14 ] |
| 26    | Katharina Grohmann | 2022 | 8:55:53 | Ironman Italy                      |                                                                                             | [ 7 ]  |
| 27    | Kristin Liepold    | 2022 | 8:56:02 | Ironman Italy                      |                                                                                             | [ 7 ]  |
| 28    | Ines Estedt        | 1995 | 8:56:05 | Jümme-Triathlon                    | EM 1995; erste deutsche Frau unter neun Stunden                                             | [ 18 ] |
| 29    | Britta Martin      | 2014 | 8:56:34 | Ironman Western Australia          |                                                                                             | [ 19 ] |
| 30    | Jenny Schulz       | 2019 | 8:56:39 | Ironman Italy                      |                                                                                             | [ 20 ] |
| 31    | Margrit Elfers     | 2022 | 8:56:42 | Ironman Italy                      |                                                                                             | [ 7 ]  |
| 32    | Katja Konschak     | 2017 | 8:57:12 | Ironman Barcelona                  | DM 2016                                                                                     | [ 21 ] |
| 33    | Mareen Hufe        | 2016 | 8:57:35 | Ironman Western Australia          |                                                                                             | [ 22 ] |
| 34    | Stephanie Wunderle | 2024 | 8:57:35 | Ironman Hamburg                    |                                                                                             | [ 5 ]  |
| 35    | Nina Kraft         | 2004 | 8:58:37 | Ironman Germany                    | Sperre wegen EPO-Dopings beim IM Hawaii 2004, verstorben 2020                               | [ 23 ] |
| 36    | Sabrina Roth       | 2024 | 8:59:14 | Ironman Hamburg                    |                                                                                             | [ 5 ]  |

(DM = deutsche Meisterin, EM = Europameisterin, WM = Weltmeisterin)